# Битката
„Битката“ (на английски: Contest) е първата книга, написана от младия австралийски писател Матю Райли през 1996 година, вдъхновена от творбите на Майкъл Крайтън и филма „Джурасик парк“. След като бива отхвърлена от няколко издателства в Сидни, Райли се принуждава сам да финансира издаването на първите 1000 бройки.
Преди публикуването на книгата в Северна Америка, Райли пренаписва по-голямата част от нея, като поставя мястото на действието в библиотеката на Ню Йорк, а не в измислена библиотека (както е било първоначално), и добавя описания и срещи с повече участници, за да подобри сюжета.
На български е преведена от Диана Николова и издадена от ИК „Бард“ през 2002 година.

## Герои
Има седем участника в Президиъна, макар че фокуса на книгата е основно върху Суейн, заедно с Белос, Рийз и Балтазар. Има и няколко други герои, които също са включени в повествованието.
| Участници       | Участници                             |
| --------------- | ------------------------------------- |
| Стивън Суейн    | Доктор                                |
| Белос           | Малониец                              |
| Рийз            | Крокодилоподобно създание             |
| Балтазар        | Кризиец                               |
| Рачид           | Извънземен                            |
| Конда           | Насекомоподобно                       |
| Кодекс          | Извънземно                            |
| Други персонажи |                                       |
| Поли Суейн      | Осемгодишната дъщеря на доктора       |
| Селексин        | Водачът на доктора в състезанието     |
| Каранадонът     | Огромен звяр, заключен в библиотеката |
| Ходая           | Страховит хищник                      |
| Пол Хокинс      | Полицай                               |